# Congea tomentosa
Congea tomentosa är en verbenaväxtart som beskrevs av William Roxburgh. Congea tomentosa ingår i släktet Congea och familjen verbenaväxter. Inga underarter finns listade i Catalogue of Life.